# Aquixcuatitla, Hidalgo
Aquixcuatitla är en ort i Mexiko.   Den ligger i kommunen Huejutla de Reyes och delstaten Hidalgo, i den sydöstra delen av landet, 200 km norr om huvudstaden Mexico City. Aquixcuatitla ligger 246 meter över havet och antalet invånare är 558.
Terrängen runt Aquixcuatitla är kuperad åt sydväst, men åt nordost är den platt. Runt Aquixcuatitla är det ganska tätbefolkat, med 248 invånare per kvadratkilometer. Närmaste större samhälle är Huejutla de Reyes, 6,5 km nordost om Aquixcuatitla. I omgivningarna runt Aquixcuatitla växer i huvudsak städsegrön lövskog.